# Der Ritualmord
Die Geächteten hieß ein „Gigantisches Filmwerk in sieben Akten von Rita Barré“, das Joseph Delmont 1919 für die Nivo-Film Comp. GmbH des Max Nivelli in Berlin realisierte. Der Schriftsteller Helmuth Orthmann bearbeitete die literarischen Vorlage der Autorin Barré, in der es um das Zusammenleben von Christen und Juden und um die Legende von Ritualmorden geht, die Juden immer wieder angedichtet wurden, für den Film.

„Die Tragödie eines Volkes: verfolgt und geknechtet durch Jahrtausende, rechtlos und friedlos – fremd dort, wo seine Heimat – wandernd auf allen Straßen der Welt – geächtet“

In die Kinos kam der Film 1921 demnach als „Aufklärungsfilm“ unter dem neuen Titel „Der Ritualmord“. Er war mit ersten Kräften wie Alfred Abel, Leonhard Haskel, Wilhelm Diegelmann, Hella Tornegg, Sybill Morel und Rosa Valetti besetzt.

## Handlung
Eifersüchtiges Mädchen entfesselt ein Pogrom.
„Der Inhalt des Films erzählt in den einleitenden stimmungsvollen Bildern von dem anfänglichen friedlichen Zusammenleben zwischen christlichen und jüdischen Familien eines größeren russischen Ortes mit überwiegend ländlichem Charakter; er schildert im weiteren Verlauf das brutale Vorgehen einer russischen Kosakenabteilung bei der Anforderung benötigter Quartiere, was bei der Überfüllung des Ortes mit Obdachlosen zu rücksichtslosester Zwangsausquartierung aller jüdischen Familien führt […]
Der Beamte Mulnikow (Wilhelm Diegelmann) hat mit den Angehörigen des Vorstehers der Jüdischen Gemeinde Chaim Abramowitsch (Leonhard Haskel) Mitleid, woraus sich aus überquellender Dankbarkeit der ältesten Tochter Manja (Sybill Morel) für diesen Liebesbeweis eine Herzensannäherung zu dem Studenten Sascha (Alfred Abel), dem Erstgeborenen des Beamten Mulnikow, wie von selbst ergibt.
Veras, des Studenten Dimitri Wronskis Schwester (Rita Clermont), ahnende Eifersucht belauscht das vorerwähnte Paar in zärtlichem Beisammensein. Wilde Gefühle durchzucken das schöne Gesicht. Ihre verletzte Eitelkeit sinnt auf eine Gelegenheit zur Rache. Vera entdeckt gelegentlich eines studentischen Massenbesuches bei Sascha sein Interesse für aufklärende Lektüre über Ritualmorde.
Das kleine, sehr gelungene Intermezzo eines studentischen Ausfluges in die ländliche Kneipe des Polenwirtes Czapka (Ludwig Rex) gibt über dessen Nebengewerbe, die heimlichen Schlingenlegerei, Aufschluß. Zugleich eine Erklärung für das geheimnisvolle Verschwinden der kleinen Sonja, der jüngsten Tochter Mulnikows, die beim Suchen nach lockenden Beeren in die Schlinge gerät und erst nach einigen Tagen vom beutegierigen Polenwirt halb verschmachtet aufgefunden wird.
Inzwischen benutzt Vera die Verschollenheit des Kindes zum Anzetteln eines Pogroms, indem sie aufgrund der bei Abramowitsch gefundenen Mütze das Märchen vom Ritualmord verbreitet und das Volk zur Vernichtung der Juden aufhetzt. Ihre aufrührerischen Reden haben nur zu guten Erfolg. Mit teuflischer Bestialität verfolgt, misshandelt und tötet der Mob alle erreichbaren Juden und steinigt schließlich deren Vorsteher angesichts seiner Familienangehörigen, die gewaltsam gezwungen werden, dem Martyrium ihres Ernährers zuzusehen.
Saascha kann das Märchen vom Ritualmord nicht glauben; er grübelt und sucht in den geschichtlichen Büchern nach Wahrheit und Aufklärung. Was ihm die Lektüre einer Abhandlung darüber offenlegt, erscheint in wundervoll rekonstruierten Bildern aus der Zeit Alexanders des Grossen plastisch vor den Augen des Zuschauers. […]
Der mutige Sascha entdeckt schließlich die absichtlich verborgen gehaltene Sonja, und mit männlicher Energie des überzeugten Vertreters einer guten Sache stürmt er mit der Kleinen am Arm der wütenden Menschenmenge entgegen, die angesichts dieser klaren Entkräftung einer vermeintlichen Schuld die Steine beschämt fallen lässt, unter deren Wurfwucht der alte Abramowitsch sein Leben aushauchen sollte ....“
(aus: Kinematograph No. 668, 1919)

## Hintergrund
Die Filmbauten errichtete Willi A. Herrmann. Die Photographie besorgte Gustave Preiss. Der Produzent war Max Nivelli. in seiner Firma Nivo-Film Comp. GmbH. Berlin SW 68., Friedrichstr. 37.
Die Geächteten lag der Polizei Berlin im Dezember 1919 zur Prüfung vor; unter der Nr. 43 591 erhielt er Jugendverbot. Die Polizei München verbot den Film zunächst, gab ihn dann aber frei (Prüf-Nrn. 35108, 35109, 35110, 35111, 35112, 35113, 35114). Von der Reichsfilmzensur wurde der Film am 16. Oktober 1920 unter der Nr. 596 für Jugendliche verboten.
Der Film hatte eine ursprüngliche Länge von 2560 Metern auf 7 Akten; nach Zensurschnitten war er noch 2460 Meter, dann 2447 Meter lang.
Eine Pressevorführung gab es am 9. November 1919 in der „Schauburg“ am Potsdamer Platz. In die Kinos kam der Film jedoch erst 1921 unter neuem Titel als Der Ritualmord.
In einer Nebenrolle als Gymnasiast ist der noch junge, später als Kameramann bekannt gewordene Friedel Behn-Grund zu sehen.

## Rezeption
Sowohl die Tages- wie auch die Fachpresse reagierte auf die Vorführung des Films durchweg positiv.
Der Film wurde besprochen in:
- Filmkurier No. 135, 1919
- Der Film No. 35, 1919
- Der Film No. 37, 1919
- Erste Internationale Kinematographenzeitschrift No. 40, 1919
- Der Film No. 42, 1919
- Filmkunst/Haase No. 6, 1919
- Kinematograph No. 673, 1919
- Filmkurier No. 85, 1919
- Filmkurier No. 125, 1920
- Deutsche Lichtspielzeitung No. 2, 1920
- Film und Presse No. 7, 1920
- Filmtechnik No. 19, 1919
- Film-Schau No. 25, 1919
- Filmkunst/Haase No. 4, 1919
- Der Film No. 40, 1919
- Erste Internationale Kinematographenzeitschrift No. 44, 1919
- Erste Internationale Kinematographenzeitschrift No. 45, 1919
- Filmkunst/Haase No. 5, 1919

„Alles vollzieht sich in einer Natürlichkeit, wie sie uns auch die Revolutionstage der Jetztzeit gezeigt haben. Die dargestellten Typen streifen an glaubhafte Echtheit, die landschaftlichen Motive und Ortsbilder sind dem Milieu zutreffend angepaßt, die modernen und antiken Architekturbilder von W.A. Hermann stilecht und künstlerisch gestellt und gewählt. Die Photographie von Gustav Preiss ist eine hoch zu bewertende Leistung, Joseph Delmonts Spielleitung ist über alles Lob erhaben.“

- Film-Schau No. 32/34, 1919
- Erste Internationale Kinematographenzeitschrift No. 49, 1919
- Filmkunst/Haase No. 8, 1919

„Es wäre nur zu wünschen, daß »Die Geächteten« bis ins kleinste Lichtspielhaus hineindrängen, nicht nur, weil sich um ein Kunstwerk handelt, sondern weil die Vorführung gerade in unseren Tagen, wo man verhetzen will zwischen Deutschen und Deutschen, besonders wichtig und wertvoll wäre …“

„Geschehnisse, wie sie uns täglich aus den Zeitungsspalten entgegentreten, künstlerisch gebändigt durch die nachschaffende Regie Joseph Delmonts …“

„In dem Filmpalast am Potsdamer Platz ist in dem Kinodrama ‚Die Geächteten‘ der Nachweis erbracht worden, daß die Flimmerwand als Kulturfaktor wirken kann …“

Berliner Börsenzeitung

„Ist der Film mehr als eine blosse Zerstreuung und Unterhaltung, ist er sogar mehr als nur Kunst? Er ist ein Kulturfaktor geworden, eine Waffe im geistigen und sittlichen Kampfe, und das gewaltige Filmwerk, das am Sonntag vor einem aufs tiefste gebannten, gefesselten und unendlich im Innersten ergriffenen Publikum vorüberzog, bedeutet eine Kulturtat. Direktor Nivelli, dessen ureigenster Gedanke es war, durch einen solchen Film das Licht der Aufklärung und der Menschenliebe in die ganze Welt hinauszutragen, hat sich dadurch ein bleibendes Denkmal gesetzt...“

Der Film „Die Geächteten“ muss heute als verschollen gelten. Die Zensurkarten sind erhalten. Der Film ist verzeichnet bei:
Birett : Verzeichnis in Deutschland gelaufener Filme. München 1980 (München) No. 293, 1920
Birett : Verzeichnis in Deutschland gelaufener Filme. München 1980 (München) No. 466, 1920
Anmerkung: es gab 1917 mit diesem Titel schon einmal einen Film nach einem Manuskript von Gertrud David, welches Robert Reinert dramatisiert hat, der ursprünglich „Fräulein Mutter“ hieß und die gesellschaftliche Stellung unehelich geborener Kinder thematisierte; er lag im September d. J. der Zensur vor und wurde zuerst für die Dauer des Krieges verboten, im November jedoch unter dem geänderten Titel „Die Geächteten“ freigegeben.